# Yang Hao (saltador)
Yang Hao (chinês tradicional: 楊昊, chinês simplificado: 杨昊, pinyin: Yáng Hào; 3 de fevereiro de 1998) é um saltador chinês, campeão olímpico.

## Carreira
Os principais eventos em que ele compete são a plataforma de 10m e o trampolim de 3m. Ele competiu nas Olimpíadas de Verão da Juventude de 2014. No evento, ele ganhou medalhas de ouro na plataforma de 10m masculina e no trampolim de 3m masculino.
No Campeonato Mundial de Esportes Aquáticos de 2015, ele se tornou campeão mundial pela equipe da China após ganhar a medalha de ouro no trampolim misto sincronizado de 3m.
Com Lian Junjie, ele conseguiu o ouro na prova de plataforma sincronizada masculina de 10 metros nas Olimpíadas de 2024.